# Heinz-Norbert Jocks
Heinz-Norbert Jocks (* 1955 in Düsseldorf) ist ein deutscher Journalist, Autor, Kunstkritiker, Ausstellungsmacher, Essayist und Publizist.

## Leben
Heinz-Norbert Jocks studierte Germanistik, Philosophie und Geschichte an der Heinrich-Heine-Universität in Düsseldorf. Bereits während des Studiums war er als freier Journalist für zahlreiche Zeitungen und Zeitschriften tätig, so für die Basler Zeitung, Rheinische Post, Westdeutsche Zeitung, Frankfurter Rundschau, Die Presse, Salzburger Nachrichten, art – Das Kunstmagazin, Theater der Zeit, Theater heute, Die Zeit, Lettre International, Aargauer Tagblatt, Zürichsee Zeitung, Der Alltag, FAZ, Der Überblick.
Seit 1979 ist er ständiger Mitarbeiter und Korrespondent für Kunstforum International im In- und Ausland, vor allem für China und Frankreich. Er war Herausgeber zahlreicher Bände von Kunstforum International, unter anderem über Fotografie, über die zeitgenössische Kunst in Peking und Die Heilige Macht der Sammler. Zuletzt einen Band zum Thema Entzauberte Globalisierung. Alternative Visionen des Polykulturellen. Er verfasste Beiträge für die Zeitschriften Lettre International in Berlin, Lettre Internationale in Rumänien, Schreibheft in Köln und Art Press.
Für die von ihm konzipierte Reihe Dialoge: Kunst. Literatur führte Jocks Gespräche mit Durs Grünbein, Marlene Streeruwitz, Mike Kelley und Annette Messager. Das Buch Das Ohr am Tatort enthält Gespräche mit Gotthard Graubner, Heinz Mack, Roman Opałka, Otto Piene und Günther Uecker.
Im Rahmen der von der Kunstsammlung NRW in Düsseldorf veranstalteten Abendreihe FUTUR 3 im Schmela Haus organisierte und moderierte er zwischen 2013 und 2014 Gesprächsabende zu den Themen Museum global und Zukunft des Sammelns unter anderem mit Jean-Jacques Lebel, Manfred Sommer, Sarah Thornton, Marion Ackermann, Peter Kubelka, Ben Lewis, Chris Dercon, Herman Daled, Peter Weibel, Udo Kittelmann, Uli Sigg, Robert Flynn Johnson, Thomas Olbricht.
Gemeinsam mit Sebastian Alonso, Martin Craciun und Dominique Lucien Garaudel gründete Jocks 2011 in Montevideo das Kollektiv The Collective Eye, das sich für einen Diskurs zu Theorie und Praxis der Kollektivität einsetzt. 2012 organisierte das Kollektiv in Kooperation mit dem Goethe-Institut die Ausstellung THE COLLECTIVE EYE in search of other subjectivity im Centro de Exposiciones SUBTE Montevideo, wozu Kollektive aus China, Europa, Nord- und Südamerika eingeladen waren. 2014 organisierte Jocks gemeinsam mit Lucien Garaudel, Luis Nuo, Zandie Brockett in Kooperation mit dem Goethe-Institut und dem Institut Français ein internationales Kolloquium zum Thema Group subjectivity and its aesthetics in the light of cultural differences im CAFA Museum, Beijing, an dem Kollektive, Philosophen, Ausstellungs- und Projektmacher aus China, Europa, Süd- und Nordamerika partizipierten, darunter AES+F, Isola Art Center, Lucy+Jorge Orta, Ou Ning, Frédéric Rambeau, Karen Smith, Phil Tinari, Qiu Zhijie, Su Wei & Carol Lu & Liu Ding, Sun Yuan & Peng Yu, Tian Yibin. Im Dezember 2021 starteten Heinz-Norbert Jocks und Dominique Lucien Garaudel, die Mitbegründer von The Collective Eye, gemeinsam mit Emma Nilsson eine Buchreihe zur „kollektiven Praxis“ in Dialogen mit dem Duo Elmgreen&Dragset, dem Kollektiv Slaves and Tartars, dem Theatermacher Roberto Ciulli und zuletzt mit dem indonesischen Kollektiv ruangrupa, dem Kuratorenteam der documenta fifteen. 2022 erschien der von Heinz-Norbert Jocks als Mitglied von The Collective Eye mitherausgegebene Themenband All Together now! in Kunstforum International.
Jocks hatte Lehraufträge an der Fachhochschule Düsseldorf im Bereich Fotografie, an der Muthesius Kunsthochschule, der Heinrich-Heine-Universität, der Kunstakademie Düsseldorf, der Staatlichen Hochschule für Gestaltung Karlsruhe, der Tianjin Academy of Fine Arts in China, der Zentralen Hochschule für Bildende Kunst, kurz CAFA in Beijing und der China Academy of Art in Hangzhou. Er hielt Vorträge an der Eidgenössische Technische Hochschule Zürich, kurz ETH Zürich, an der Academy of Fine Art, kurz CAFA in Peking, im ehemaligen Schmela Haus der Kunstsammlung NRW, in der „Kasseler Karlskirche“, an der Academy of Fine Arte in Tianjin, kurz TAFA und an der China Academy of Art in Hangzhou.
Heinz-Norbert Jocks lebt in Düsseldorf und arbeitet in Paris und Peking.

## Auszeichnungen
- 1987: Förderpreis für Literatur der Landeshauptstadt Düsseldorf[4]

## Veröffentlichungen
- Heinz-Norbert Jocks: Die wohntemperierte Anarchie der Zärtlichkeit 'Meine Stimme ist eine Gefahr:' Gespräch mit dem holländischen Liedermacher Herman van Veen.". In: Die Zeit. 24. April 1993, Zeichen der Zeit, III.
- Archäologie des Reisens. Ein anderer Blick auf Uecker. DuMont Verlag, Köln 1997, ISBN 3-7701-3943-7.
- Dialog : Kunst : Literatur. DuMont Verlag, Köln 2001. (Einzelne Bände der Serie enthalten Interviews mit Mike Kelley, Durs Grünbein, Annette Messager, Marlene Streeruwitz).
- Heinz-Norbert Jocks: Von der Anmut des coolen Schwulen. Ein Gespräch mit Ulf Poschardt, In: Kunstforum International., Band 154, Köln 2001, S. 166–178* Das Ohr am Tatort. Gespräche mit Gotthard Graubner, Heinz Mack, Roman Opałka, Otto Piene und Günther Uecker. Hatje Cantz, Ostfildern 2009, ISBN 978-3-7757-2509-5.
- Expression without expression. Ten Days with Sadaharu Horio. Sadaharu Horio, In: Sadaharu Horio, Brüssel, 2011, S. 141–186, ISBN 978-3-7757-2509-5.
- Liu Xiaodong. Slow Homecoming, 1983–2018 Retrospective. Hrsg. von Heinz-Norbert Jocks, Alain Bieber, Gregor Jansen. Kettler Verlag, Dortmund 2018, ISBN 978-3-86206-711-4.
- Heinz-Norbert Jocks: Leben auf dem Père-Lachaise der Kunst. Über die Sammler und das Sammeln. In: Thomas Huber, Alma Siphon Schiess (Hrsg.): Kunst. Band 3. Steidle, Göttingen 2021, ISBN 978-3-96999-036-0, S. 154–185.
- Hrsg.: Emma Nilsson, Dominique Garaudel, Heinz-Norbert Jocks / The Collective Eye im Gespräch mit Elmgreen & Dragset. Überlegungen zur kollektiven  Praxis, ISBN 978 94 6117 014 9
- Hrsg.: Emma Nilsson, Dominique Garaudel, Heinz-Norbert Jocks / The Collective Eye im Gespräch mit Roberto Ciulli. Überlegungen zur kollektiven Praxis, ISBN 978-3-95476-387-0, Distanz Verlag, Berlin 2021
- Hrsg.: Emma Nilsson, Dominique Garaudel, Heinz-Norbert Jocks / The Collective Eye im Gespräch mit Slaves and Tartars. Überlegungen zur kollektiven Praxis, ISBN 978-3-95476-404-4, Distanz Verlag, Berlin 2021, ISBN 978-3-95476-387-0
- Hrsg.: Emma Nilsson, Dominique Garaudel, Matthias Klieforth, Heinz-Norbert Jocks / The Collective Eye im Gespräch mit ruangrupa. Überlegungen zur kollektiven Praxis, Distanz Verlag, Berlin 2022, ISBN 978-3-95476-465-5
- Heinz-Norbert Jocks: Wir waren immer kollektiv, In: Kunstforum International., Band 285, Köln 2022, S. 48–60
- Heinz-Norbert Jocks: ''Ich lebte in einer Schreibsprache. Ein Gespräch mit Paul Nizon.'' In: ''Die WELT AM Sonntag'' Nr. 2. 8. Januar 2023.
- Hrsg.: Emma Nilsson, Dominique Garaudel, Heinz-Norbert Jocks / The Collective Eye im Gespräch mit ruangrupa. Überlegungen zur kollektiven Praxis, ISBN 978-3-95476-465-5, Distanz Verlag, Berlin 2022
- Heinz-Norbert Jocks: ''Schöpferischer Pessimist. Erinnerungen an ein Leben ohne Herkunft im Lärm der Welt. Ein Gespräch mit Paul Nizon.'' In: ''Lettre International'' Nr. 140, 2023, S. 103–108
- Heinz-Norbert Jocks: Die Transzendierung des Menschen durch den Menschen oder was sich Peter Weibel zur Globale gedacht hat. Ein Gespräch mit Heinz-Norbert Jocks, In: Peter Weibel. Theorie und Mesien. Enzyklopädie der Medien., Band 6, ISBN 978-3-7757-3875-0, Wien 2024, Köln 2022, S. 596–615
- Heinz-Norbert Jocks: Im Paradies Reservat. Über Bildende Kunst, Musik, Fotografie und Schreiben In: "Ich denke in langsamen Blitzen" Friederike Mayröcker Jahrhundertdichterin, hrsg. Bernhard Fetz, Katharina Manojlovic und Susanne Rettenwander, Wien 2024, S. 248–261, ISBN 978-3-552-07394-4
- Heinz-Norbert Jocks: Mit Augen und Händen. Leben und Kunst im Chaos der Dinge, ein Gespräch mit Daniel Spoerri, in: Lettre International, Ausgabe 147, 2024, S. 66–74

## Kurator im Bereich Bildende Kunst
- 2005: Das Medium ist ein Medium ist ein Medium, Städtische Galerie, Erlangen. Künstler: Gerhard Vormwald, Vincent Voillat, Christelle Lheureux.
- 2006: Die Innenwelt der Außenwelt, Städtische Galerie, Erlangen. Künstler: Benoît Broisat
- 2008: Video & Literatur, Städtische Galerie, Erlangen. Künstler: Christelle Lheureux, Thierry Kuntzel und Juan Castro
- 2012: El Ojo Colectivo; en búsqueda de otra subjectividad, gemeinsam kuratiert mit Dominique Garaudel, Sebastian Alonso und Martin Craciun. 30 Kollektive aus Belgien, Chile, China, USA, Frankreich, Deutschland, Argentinien, Brasilien, Dänemark, u. a., SUBTE, Montevideo, Uruguay. Erster öffentlicher Auftritt der Internet-Plattform Thecollectiveeye.org
- 2017: Tong Kunniao. When dog`s mouth spits ivory. Erste Einzelausstellung in Deutschland, kuratiert von Heinz-Norbert Jocks in der Gallery Setareh, Düsseldorf
- 2018: Liu Xiaodong. Langsame Heimkehr. Weltweit erste Retrospektive in der Kunsthalle Düsseldorf und dem NRW-Forum Düsseldorf. Kuratiert von Heinz-Norbert Jocks[5]
- 2018: Yang Jiechang. sehr romantisch. Einzelausstellung in der Setareh Gallery, Düsseldorf. Kuratiert von Heinz-Norbert Jocks[6]
- 2023: From Threshold to Threshold. Group exhibition of graduate students, CAFA, Central Academy of Fines Arts, Beijing. Curated by Heinz-Norbert Jocks, in cooperation with Liu Shangying.  curatorial assistant: He Jian[7]
- 2023: Evolution：Singularity. Group exhibition. Participants: Wu Muhan (b.1997), Tong Kunjiao (b.1990), Zhou Meng (b.1992), Chen Wencun (b.1991), Dong Xiaochi (b.1993), Tong Mo (b.1999). Nan Ke Gallery, Shanghai. Curated by Heinz-Norbert Jocks
- 2023: I’m Another Me: Students of Academy of Art, Hangzhou (China) in: E3 Xiangshan Art Commun.
- 2023: „Wanderers in Virtual Space“, online group exhibition, opens at the Central Academy of Fine Arts with 15 groups of „artists + curators“. Heinz-Norbert Jocks presents the Russian collective AES+F with its video work „Inverso Mundus“ (Upside Down World).[8]